# Comanthosphace
Comanthosphace es un género  de plantas con flores perteneciente a la familia Lamiaceae. Comprende 14 especies descritas y de estas, solo 5 aceptadas.

## Taxonomía
El género fue descrito por Spencer Le Marchant Moore y publicado en Journal of Botany, British and Foreign 15: 293. 1877. La especie tipo no ha sido designada.

## Especies aceptadas
A continuación se brinda un listado de las especies del género Comanthosphace aceptadas hasta septiembre de 2014, ordenadas alfabéticamente. Para cada una se indica el nombre binomial seguido del autor, abreviado según las convenciones y usos.	
- Comanthosphace formosana Ohwi
- Comanthosphace japonica (Miq.) S.Moore
- Comanthosphace nanchuanensis C.Y.Wu & H.W.Li
- Comanthosphace ningpoensis (Hemsl.) Hand.-Mazz.
- Comanthosphace stellipila (Miq.) S.Moore ex Briq.